# Dundaga
Dundaga – miasto na Łotwie, w krainie Kurlandia, w novadsie Talsi. W latach 2009–2021 siedziba novadsu Dundaga. Według danych na rok 2008 w mieście mieszkało 3748 osób.

## Zabytki
- Zamek w Dundadze